# Aline Pinsonneault
Pour les personnes ayant le même patronyme, voir Pinsonneault.
Aline Pinsonneault  est une actrice québécoise. Spécialisée dans le doublage, elle prête régulièrement sa voix aux actrices Kirsten Dunst, Jennifer Garner, Reese Witherspoon, Katie Holmes, Drew Barrymore, Claire Danes, Jessica Chastain, Natalie Portman, Christina Applegate, Mandy Moore, Sarah Polley et est l'une des voix de Jennifer Jason Leigh, Katharine Isabelle et Sarah Michelle Gellar. Elle est aussi la voix québécoise de Loïs Griffin.

## Biographie
Aline Pinsonneault est diplômée du Conservatoire d'art dramatique de Montréal, promotion 1991[réf. nécessaire].

## Doublage

### Cinéma

#### Films
- Kirsten Dunst dans (18 films) :
  - Entretien avec un vampire (1994) : Claudia
  - Les filles font la loi (1998) : Verena von Stefan
  - Cri ultime (1999) : Lux Lisbon
  - Sur fond d'océan (2000) : Silly
  - Le tout pour le tout (2001) : Torrance Shipman
  - Songe d'une nuit d'ados (2001) : Kelly Woods/Helena
  - Folle/Magnifique (2001) : Nicole Oakley
  - Spider-Man (2002) : Mary Jane Watson
  - Le Salut (2003) : Sofia Mellinger
  - Wimbledon (2004) : Lizzie Bradbury
  - Spider-Man 2 (2004) : Mary Jane Watson
  - Elizabethtown (2005) : Claire Colburn
  - Marie-Antoinette (2006) : Marie-Antoinette
  - Spider-Man 3 (2007) : Mary Jane Watson
  - Toutes bonnes choses (2010) : Katie McCarthy
  - Le Lieu secret (2016) : Sarah Tomlin
  - Les Figures de l'ombre (2016) : Vivian Mitchell
  - Guerre civile (2024) : Lee Smith
- Jennifer Garner dans (16 films) :
  - M. Magoo (1997) : Stacey Sampanahoditra
  - 13 ans, bientôt 30 (2004) : Jenna Rink
  - Le Royaume (2007) : Janet Mayes
  - Hanté par ses ex (2009) : Jenny Perotti
  - L'Invention du mensonge (2009) : Anna McDoogles
  - La Saint-Valentin (2010) : Julia Fitzpatrick
  - Arthur (2011) : Susan Johnson
  - La Recette du succès (2011) : Laura Pickler
  - La Drôle de vie de Timothy Green (2012) : Cindy Green
  - Dallas Buyers Club (2013) : Dr Eve Saks
  - Le Repêchage (2014) : Ali Parker
  - Alexandre et sa journée épouvantablement terrible, horrible et affreuse (2014) : Kelly
  - Danny Collins (2015) : Samantha Donnelly
  - Les Neuf Vies de M. Boule-de-poil (2016) : Lara Brand
  - Avec amour, Simon (2018) : Emily Spier
  - Déchaînée (2018) : Riley North
  - Deadpool et Wolverine (2024) : Elektra Natchios

- Katie Holmes dans (15 films) :
  - Des garçons épatants (2000) : Hannah Green
  - Le Don (2001) : Jessica King
  - Abandon (2002) : Katie Burke
  - Un festin à New York (2003) : April Burns
  - Batman : Le Commencent (2005) : Rachel Dawes
  - Folles du cash (2008) : Jackie Truman
  - Le fils de personne (2011) : Kerry White
  - N'aie pas peur du noir (2011) : Kimberly « Kim »
  - Jack et Jill (2011) : Erin Sadelstein
  - Les romantiques (2011) : Laura
  - Le Passeur (2014) : la mère de Jonas
  - La Dame en or (2015) : Pam
  - Le Destin des Logan (2017) : Bobbie Jo Chapman
  - Coda (2019) : Helen Morrison
  - Brahms : Le Garçon II (2020) : Liza

- Drew Barrymore dans (13 films) :
  - Pas besoin des hommes (1995) : Holly Pulchik-Lincoln
  - Va te faire voir Freddy ! (2001) : la réceptionniste
  - Un duplex pour trois (2003) : Nancy
  - Match parfait (2005) : Lindsey Meeks
  - Couple et couplets (2007) : Sophie Fisher
  - Le Chihuahua de Beverly Hills (2008) : Chloe Winthrop Ashe (voix)
  - Laisse tomber, il te mérite pas (2009) : Mary
  - Ça roule ! (2009) : Trashley Simpson
  - Tout va bien (2009) : Rosie Goode
  - Le Grand Miracle (2012) : Rachel Kramer
  - Famille recomposée (2014) : Lauren Reynolds
  - Irremplaçable (2015) : Jess
  - Sourire 2 (2024) : elle-même

- Reese Witherspoon dans (14 films) :
  - Un endroit fabuleux (1993) : Nonnie Parker
  - Bienvenue à Pleasantville (1998) : Jennifer Wagner/Mary Sue Parker
  - Le petit Nicky (2000) : Ange Holly
  - Pénélope (2006) : Annie
  - Détention secrète (2007) : Isabella Fields El-Ibrahimi
  - Quatre Noël (2008) : Kate
  - Comment savoir (2010) : Lisa Jorgenson
  - C'est la guerre (2012) : Lauren Scott
  - Nœud du diable (2013) : Pamela Hobbs
  - Le Beau Mensonge (2014) : Carrie Davis
  - Vice caché (2014) : Penny Kimball
  - Wild (2014) : Cheryl Strayed
  - Sexy et en cavale (2015) : Officier Rose Cooper
  - Bienvenue à la maison (2017) :  Alice Kinney

- Claire Danes dans (12 films) :
  - Roméo + Juliet de William Shakespeare (1996) : Juliette
  - U-Turn (1997) : Jenny
  - Mariage à la polonaise (1998) : Hala
  - Les Misérables (1998) : Cosette
  - Igby en chute libre (2002) : Sookie Sapperstein
  - Les Heures (2002) : Julia Vaughan
  - Terminator 3 : La Guerre des machines (2003) : Katherine Brewster
  - Belle de scène (2005) : Maria/Margaret Hughes
  - La Famille Stone (2005) : Julie Morton
  - Le Rayon des Gants (2005) : Mirabelle
  - Stardust, le mystère de l'étoile (2007) : Yvaine
  - Crépuscule (2007) : Ann, jeune

- Natalie Portman dans (12 films) : 
  - Star Wars, épisode I : La Menace fantôme (1999) : Reine Amidala / Padmé
  - Star Wars, épisode II : L'Attaque des clones (2002) : Padmé Amidala
  - Star Wars, épisode III : La Revanche des Sith (2005) : Padmé Amidala
  - Le Merveilleux Emporium de M. Magorium (2007) : Molly Mahoney
  - Deux Sœurs pour un roi (2008) : Anne Boleyn
  - Frères (2009) : Grace Cahill
  - Thor (2011) : Jane Foster
  - Le Cygne noir (2011) : Nina Sayers
  - Thor : Un monde obscur (2013) : Jane Foster
  - Annihilation (2018) : Lena
  - Avengers: Phase finale (2019) : Jane Foster
  - Thor : Amour et tonnerre (2022) : Jane Foster / Mighty Thor

- Jessica Chastain dans (12 films) :
  - La Couleur des sentiments (2011) : Celia Foote
  - Killing Fields (2011) : Inspecteur Pam Stall
  - Sans loi (2012) : Maggie Beauford
  - Opération avant l'aube (2013) : Maya
  - Interstellar (2014) : Murphy Cooper
  - Seul sur Mars (2015) : capitaine Melissa Lewis
  - Crimson Peak (2015) : Lady Lucille Sharpe
  - Le Chasseur : La Guerre hivernale (2016) : Sara, la Guerrière
  - La Femme du gardien de zoo (2017) : Antonina Żabiński
  - Le Grand Jeu (2017) : Molly Bloom
  -  X-Men : Phénix Noir (2019) : Lilandra
  - ÇA : Chapitre Deux (2019) : Beverly « Bev » Marsh

- Christina Applegate dans (9 films) : 
  - Vibrations (1996) : Anamika
  - Profession : Hôtesse de l'air (2003) : Christine Montgomery
  - Présentateur vedette : La Légende de Ron Burgundy (2004) : Veronica Corningstone
  - Alvin et les Chipmunks, la suite (2009) : Brittany Miller (voix)
  - Alvin et les Chipmunks : les naufragés (2011) : Brittany Miller (voix)
  - Légendes vivantes (2013) : Veronica Corningstone
  - Bonjour les vacances (2015) : Debbie Griswold
  - Mères indignes (2016) : Gwendolyn James
  - Les mères indignes se tapent Noël (2017) : Gwendolyn James

- Mandy Moore dans (8 films) : 
  - Une promenade inoubliable (2002) : Jamie Sullivan
  - L'École de la vie (2003) : Halley Martin
  - American Dreamz (2006) : Sally Kendoo
  - À livre ouvert (2007) : Lucy Reilly
  - Cherche homme parfait (2007) : Milly Wilder
  - Mariage 101 (2007) : Sadie Jones
  - Les Insoumis (2018) : Cate
  - Midway (2019) : Annie Best

- Sarah Polley dans (7 films) :
  - Exotica (1994) : Tracey Brown
  - Le Maître de Kingdom Come (2000) : Hope Burn
  - Ma vie sans moi (2003) : Anne
  - Luck (2003) : Margaret
  - L'Aube des morts (2004) : Ana Clark
  - Beowulf, la légende viking (2005) : Selma la sorcière
  - Nouvelle Espèce (2010) : Elsa Kast

- Jennifer Jason Leigh dans (6 films) :
  - Jeune femme cherche colocataire (1992) : Hedra « Hedy » Carlson
  - Soirée d'Anniversaire (2001) : Sally Nash
  - À vif (2003) : Pauline
  - La camisole de force (2005) : Docteur Lorenson
  - Les 8 Enragés (2015) : Daisy Domergue, dite « la Prisonnière »
  - Possesseur (2020) : Girder

- Katharine Isabelle dans (6 films) :
  - Comportement insolite (1998) : Lindsay Clark
  - Pages de vie (2001) : Paige Fleming
  - Freddy contre Jason (2003) : Gibb Smith
  - Entre sœurs II : Déchaînées (2004) : Ginger Fitzgerald
  - Entre sœurs III : Le début (2004) : Ginger Fitzgerald
  - La Mise finale (2004) : Elyse

- Sarah Michelle Gellar dans (6 films) :
  - Scooby-Doo (2002) : Daphné Blake
  - Scooby-Doo 2 : Monstres en liberté (2004) : Daphné Blake
  - Rage Meurtrière (2004) : Karen Davis
  - Rage Meurtrière 2 (2006) : Karen Davis
  - Le Retour (2006) : Joanna Mills
  - Possession (2009) : Jess

- Eliza Dushku dans :
  - Tu seras un homme (1993) : Pearl Hansen
  - Vrai Mensonge (1994) : Dana Tasker
  - Bye Bye Love (1995) : Emma
  - Jay et Bob contre-attaquent (2001) : Sissy

- Alicia Witt dans :
  - L'Opus de M. Holland (1995) : Gertrude Lang
  - Une Femme en Colère (2005) : Hadley Wolfmeyer
  - L'Ange des cow-girls (2012) : Elaine
  - Une attention particulière (2021) : Dr Amos

- Jordana Brewster dans :
  - Les Ensaignants (1998) : Delilah Profitt
  - Rapides et Dangereux 5 (2011) : Mia Toretto
  - Rapides et Dangereux 6 (2013) : Mia Toretto
  - Dangereux 7 (2015) : Mia Toretto

- Thora Birch dans :
  - Donjons et Dragons (2000) : l'impératrice Savina
  - Silver City: La montagne électorale (2004) : Karen Cross
  - Mauvais coup (2005) : April
  - Vision des ténèbres (2006) : Karen Clarke / Susan Hamilton

- Alyson Hannigan dans :
  - Folies de graduation 2 (2001) : Michelle Flaherty
  - Folies de graduation: Le Mariage (2003) : Michelle Flaherty
  - Film d'amour (2006) : Julia Jones
  - Folies de graduation : La Réunion (2012) : Michelle Flaherty

- Mena Suvari dans :
  - Craqué (2002) : Cookie
  - Domino (2005) : Kimy, assistante du producteur TV
  - Edmond (2005) : la prostituée
  - Le Grand Jour (2006) : Lana

- Amy Adams dans : 
  - Miss Pettigrew et le Jour de sa vie (2008) : Delyssia Lafosse
  - Une Nuit au Musée : La Bataille du Smithsonian (2009) : Amelia Earhart / Tess, la jeune femme au musée
  - Le Coup de grâce (2010) : Charlene Fleming-Ward
  - Her (2013) : Amy

- Joey Lauren Adams dans :
  - L'Archange (1996) : Anita
  - Bio-Dome (1996) : Monique
  - La Rupture (2006) : Addie

- Jennifer Love Hewitt dans :
  - Ce soir, tout est permis (1998) : Amanda Beckett
  - Garfield (2004) : Liz Wilson
  - Garfield pacha royal (2006) : Liz Wilson

- Tara Reid dans :
  - Un Pari cruel (1999) : Marci Greenbaum
  - La Fille de mon patron (2003) : Lisa Taylor
  - Alone in the Dark: Aux portes de la noirceur (2005) : Aline Cedrac

- Mika Boorem dans :
  - Défi bleu (2002) : Penny Chadwick
  - Danse lascive 2 : Les nuits de la Havane (2004) : Susie Miller
  - Vengeance en pyjama (2004) : Hannah

- Diora Baird dans :
  - Massacre à la tronçonneuse : Le Commencement (2006) : Bailey
  - Jeunes adultes qui baisent (2007) : Jamie
  - La Copine de mon ami (2008) : Rachel

- Lynn Collins dans :
  - La Maison près du lac (2006) : Mona
  - John Carter (2012) : Dejah Thoris
  - Déjà 10 ans (2012) : Anna

- Ilana Glazer dans :
  - La Veille (2015) : Rebecca Grinch
  - Dure Soirée (2017) : Frankie
  - Faux positif (2021) : Lucy

- Lori Petty dans :
  - En avant, les recrues ! (1994) : Christine Jones
  - Tank Girl (1995) : Tank Girl

- Elizabeth Berkley dans :
  - Les Girls de Las Vegas (1995) : Nomi Malone
  - Oncle Roger (2002) : Andrea

- Juliette Lewis dans :
  - Chute libre (1995) : Diane Moody
  - Sur le grill (2006) : Suzanne

- Jodhi May dans :
  - La lettre écarlate (1995) : Pearl (voix)
  - Rébellion (2008) : Tamara Skidelski

- Rose McGowan dans :
  - Frissons (1996) : Tatum Riley
  - Ça va brasser! (2000) : Sasha

- Tanya Allen dans :
  - Renaissance (1997) : Sarah
  - Au rythme de l'amour (2002) : Karen

- Alicia Silverstone dans :
  - Batman et Robin (1997) : Barbara Wilson / Batgirl
  - Alex Rider : Stormbreaker (2006) : Jack Starbright

- Marisol Nichols dans :
  - Vacances à Vegas (1997) : Audrey Griswold
  - Spirale : L'Héritage de Décadence (2021) : capitaine Angie Garza

- Elisha Cuthbert dans :
  - Esprit Maléfique (2000) : Katherine Winslowe
  - La Maison de cire (2005) : Carly Jones

- Anne Hathaway dans :
  - Le Journal d'une princesse (2001) : Mia Thermopolis
  - Le Journal d'une princesse 2 : Les fiançailles royales (2004) : Mia Thermopolis

- Dominique Swain dans :
  - Naïve (2001) : Cat Storm
  - Mâle Alpha (2006) : Susan Hartunian

- Tamala Jones dans :
  - En bout de ligne (2001) : Jackie
  - Les Apprentis golfeurs (2007) : Shannon

- Nicole Kidman dans :
  - Moulin Rouge (2001) : Satine
  - Australie (2008) : Lady Sarah Ashley, « Mrs Boss »

- Shirley Henderson dans :
  - Harry Potter et la Chambre des secrets (2002) : Mimi Geignarde
  - Harry Potter et la Coupe de feu (2005) : Mimi Geignarde

- Jacinda Barrett dans :
  - Poséidon (2006) : Maggie James
  - Le Dernier Baiser (2006) : Jenna

- Brooke Nevin dans :
  - Le Temps des retours (2006) : Christine Pearce
  - Comebacks (2007) : Michelle Fields

- January Jones dans :
  - L'Esprit d'une équipe (2006) : Carol Dawson
  - Hors de moi (2011) : Elizabeth « Liz » Harris

- Bryce Dallas Howard dans :
  - La Dame de l'eau (2006) : Story
  - 50/50 (2011) : Rachael

- Danielle Harris dans :
  - Halloween (2007) : Annie Brackett
  - Halloween 2 (2009) : Annie Brackett

- Jessica Lucas dans :
  - Cloverfield (2008) : Lily Ford
  - Pompéi (2014) : Ariadne

- Krysten Ritter dans :
  - Confessions d'une accro du shopping (2009) : Suze Cleath-Stuart
  - Trop belle ! (2010) : Patty

- Bonnie Somerville dans :
  - À la recherche du Chien Noël (2010) : Kate Huckle
  - Le Feu par le feu (2012) : Karen Westlake

- Odette Yustman dans :
  - Le Chihuahua de Beverly Hills 2 (2011) : Chloe Winthrop Ashe (voix)
  - Le Chihuahua de Beverly Hills 3 (2012) : Chloe Winthrop Ashe (voix)

- Brooklyn Decker dans :
  - Méchant Menteur (2011) : Palmer
  - Comment prévoir l'imprévisible (2012) : Skyler

- Kristen Schaal dans :
  - La Patronne (2016) : Sandy
  - Bill et Ted font face à la musique (2020) : Kelly

- 1992 : Les somnambules : Tanya Robertson (Mädchen Amick)
- 1992 : La Cité de la joie : Amrita Pal (Ayesha Dharker)
- 1992 : Restez à l'écoute : Diane Knable (Heather McComb)
- 1992 : Un monsieur distingué : Celia Kirby (Victoria Rowell)
- 1992 : Au seuil de la démence : Bobby Swaggart (Kathleen Robertson)
- 1993 : La Magie du destin : Jessica (Gaby Hoffmann)
- 1993 : Le Châtiment de Jason : Vicki (Allison Smith)
- 1993 : En plein vol : Nikki (Brittney Powell)
- 1994 : Je ferai n'importe quoi : Beth Hobbs (Tracey Ullman)
- 1994 : L'été de mes onze ans... la suite : Maggie Muldovan (Angeline Ball)
- 1994 : Les Pierrafeu : Mademoiselle Dalle (Halle Berry)
- 1994 : Wyatt Earp : Lou Earp (Alison Elliott)
- 1994 : Le cauchemar insolite de Wes Craven : Julie (Tracy Middendorf)
- 1994 : Double Dragon : Marian Delario (Alyssa Milano)
- 1994 : Créatures célestes : Pauline Parker (Melanie Lynskey)
- 1995 : Fantaisies au bout du fil : Denise Devaro (Alanna Ubach)
- 1995 : Power Rangers, le film : Kimberly « Kim » Hart, le ninja Ranger rose (Amy Jo Johnson)
- 1995 : Le Premier Chevalier : Elise (Jane Robbins)
- 1995 : Un lien indestructible : Dana Clifton (Moira Kelly)
- 1995 : L'enfant du tonnerre : Lindsey Kelloway (Missy Crider)
- 1995 : Distractions à Denver quand sonne le glas : Lucinda (Fairuza Balk)
- 1996 : Œil pour Œil : Julie McCann (Olivia Burnette)
- 1996 : Dangereuse Alliance : Sarah Bailey (Robin Tunney)
- 1996 : Intime et personnel : Luanne Atwater (Dedee Pfeiffer)
- 1996 : Armée et Dangereuse : Francesca « Frankie » Sutton (Vivica A. Fox)
- 1997 : Métro : Veronica « Ronnie » Tate (Carmen Ejogo)
- 1997 : La Fessée : Kate Lloyd (Iona Brindle)
- 1997 : Georges de la jungle : Ursula Stanhope (Leslie Mann)
- 1997 : En chair et en os : Isabel Plaza Caballero (Penélope Cruz)
- 1998 : La Tribu de Krippendorf : Shelly Krippendorf (Natasha Lyonne)
- 1998 : Génération X-trême : Davina Vinyard (Jennifer Lien)
- 1998 : Brouhaha : Donna (Anna Paquin)
- 1998 : Fric d'Enfer : Liv (Holly Watson)
- 1999 : Amis et Amants : Jane McCarthy (Suzanne Cryer)
- 1999 : Le Puissant Joe Young : Dr. Ruth Young (Linda Purl)
- 2000 : Tout ce qu'on peut apprendre d'une femme au premier regard : Christine Taylor (Calista Flockhart)
- 2000 : Coyote Girls : Cammie (Izabella Miko)
- 2000 : La Maison de Christina : Christina Tarling (Allison Lange)
- 2000 : Tobby 3 : Le Chien étoile : Andrea Framm (8 ans) (Caitlin Wachs)
- 2001 : Déclic : Bev (Mimi Rose)
- 2002 : Orange County : Ashley (Schuyler Fisk)
- 2002 : Les Requins du billard : Tara (Alison Eastwood)
- 2002 : L'Obsédée : Amy Miller (Shiri Appleby)
- 2003 : Plusse cloche et très zidiot : Terri (Teal Redmann)
- 2003 : Un vendredi dingue, dingue, dingue : Stacey Hinkhouse (Julie Gonzalo)
- 2003 : Le Défi : Elizabeth Dalton (Ashley Olsen) et Shane Dalton (Mary-Kate Olsen)
- 2004 : Ballon-chasseur : une vraie histoire de sous-estimés : Kate Veatch (Christine Taylor)
- 2004 : Drôles de blondes : Gina Copeland (Faune Chambers Watkins)
- 2004 : Hôtel Rwanda : Pat Archer (Cara Seymour)
- 2004 : Les Lumières du vendredi soir : Melissa (Ryanne Duzich)
- 2004 : Adorable Julia : Grace Dexter (Sheila McCarthy)
- 2005 : Boogeyman : Le Pouvoir de la Peur : Jessica (Tory Mussett)
- 2005 : Maléfice : Ellie Hudson (Christina Ricci)
- 2005 : Otages de la peur : Jennifer Smith (Michelle Horn)
- 2005 : Victime de l'amour : Kate Powers (Cary Lawrence)
- 2006 : Incisions : Starla Grant (Elizabeth Banks)
- 2006 : Entrez dans la danse : Caitlin (Lauren Collins)
- 2006 : Serpents à bord : Mercedes (Rachel Blanchard)
- 2006 : Cœurs sanglants : Sara Wexler (Meredith Henderson)
- 2007 : L'Éveil : Soif du sang : Collette (Cameron Richardson)
- 2007 : Festin d'amour : Margaret Vekashi (Erika Marozsán)
- 2007 : Rails and Ties : Renee (Marin Hinkle)
- 2007 : Terreur à l'Halloween : Danielle (Lauren Lee Smith)
- 2007 : Le Combat de Charlie Wilson : Stacey (Cyia Batten)
- 2007 : Le Tout pour le tout : À nous la victoire : Brooke (Cassie Scerbo)
- 2007 : Maintenant ou jamais : Infirmière Shing (Karen Maruyama)
- 2007 : Alice dans tous ses états : Mlle Cole (Ashley Eckstein)
- 2008 : Le Bal de l'horreur : Claire (Jessica Stroup)
- 2008 : Walk Hard : L'Histoire de Dewey Cox : Edith (Kristen Wiig)
- 2008 : Trailer Park of Terror : Norma (Nichole Hiltz)
- 2008 : Voici les Spartiates : Paris Hilton (Nicole Parker)
- 2009 : Moon : Eve Bell, adolescente (Kaya Scodelario)
- 2009 : La Bachelière : Jessica Bard (Catherine Reitman)
- 2009 : Escrocs en herbe : Maggie Harmon (Amelia Campbell)
- 2009 : Décadence VI : Gena (Melanie Scrofano)
- 2009 : Les Tobby dans l'espace : Astro (Ali Hillis)
- 2010 : Bons baisers de Paris : Caroline (Kasia Smutniak)
- 2010 : Le Plan B : Olivia (Danneel Ackles)
- 2010 : 72 heures : Sarah Marshall (Kristen Bell)
- 2010 : Le Prix à payer : Lily (Nicole Braber)
- 2010 : Les Dames de Dagenham : Sandra (Jaime Winstone)
- 2010 : Yogi l'ours : Rachel (Anna Faris)
- 2011 : Martha Marcy May Marlene : Zoe (Louisa Krause)
- 2011 : Big Mommas : Tel père, tel fils : Prof (Susie Spear)
- 2011 : Sous terre : Chaja (Julia Kijowska)
- 2011 : ‘’Les Muppets’’ : la presidente du group de gestion de la colere (Kristen Schaal)
- 2012 : Arbitrage : Julie Côte (Laetitia Casta)
- 2013 : Sauvons M. Banks : Dolly (Melanie Paxson)
- 2015 : Sœurs : Liz (Samantha Bee)
- 2016 : 31 : Sex Head (Elizabeth Daily)
- 2016 : Dans la mire : Jane Molloy (Alison Pill)
- 2016 : Sully : Doreen Welsh (Molly Hagan)
- 2016 : Pourquoi lui ? : Barb Fleming (Megan Mullally)
- 2018 : Rives du Pacifique : La Révolte : Liwen Shao (Jing Tian)
- 2018 : Moi, belle et jolie : Vivian (Aidy Bryant)
- 2018 : La Reine de la fête : Jennifer (Debby Ryan)
- 2018 : Carnage chez les Joyeux Touffus : Bubbles (Maya Rudolph)
- 2018 : La Possession de Hannah Grace : Lisa Roberts (Stana Katic)
- 2020 : Miss Révolution : Sheila (Jo Hebert)

#### Films d'animation
- 1994 : Poucette : Poucette
- 1995 : Le Caillou et le Pingouin : Marina
- 1996 : Le Bossu de Notre-Dame : la mère de Quasimodo
- 1997 : Les Chats ne dansent pas : Darla Dimple
- 1997 : La Belle et la Bête : Un Noël enchanté : l'enchantresse
- 1997 : Anastasia : Jeune Anastasia
- 1998 : Scooby-Doo sur l'île aux zombies : Véra Dinkley
- 1998 : Nuit de paix avec Buster et Chauncey : Christina
- 1998 : Le Roi lion 2 : La Fierté de Simba : Kiara
- 1998 : Rudolph, le petit renne au nez rouge : Le Film : Rieuse / membre de la foule
- 2002 : Le Bossu de Notre-Dame 2 : Madellaine
- 2002 : Jonas et les Végétaloufs : Junior Asparagus
- 2004 : Escouade américaine: Police du monde : Sarah
- 2004 : Mickey, il était deux fois Noël : Daisy Duck
- 2005 : Ruzz et Ben : ?
- 2006 : Les Petits Pieds du bonheur : Norma Jean
- 2008 : Horton entend un Qui! : Angela/Helga
- 2008 : Star Wars : La Guerre des clones : Padmé Amidala
- 2010 : Scooby-Doo : Abracadabra : Daphné Blake
- 2010 : Histoire de jouets 3 : la mère de Bonnie
- 2013 : Il pleut des hamburgers 2 : Barb
- 2014 : La Légende de Manolo : Mary Beth
- 2014 : Rio 2 : Gabi
- 2015 : Hotel Transylvanie 2 : Grand-Mère Linda
- 2015 : La Guerre des tuques 3D : France, Nicky et des mini-tuques
- 2016 : Alpha et Oméga : A la recherche des Dinos : Amy
- 2016 : Chantez : Rosita
- 2017 : L'Étoile de Noël : Ruth
- 2017 : Coco : la maîtresse de cérémonie
- 2018 : La Course des tuques : France
- 2018 : Spider-Man : Dans le Spider-Verse : Peni Parker
- 2018 : Elliot : le plus petit des rennes : Hazel
- 2019 : Le Parc des merveilles : Mme Bailey
- 2019 : Histoire de jouets 4 : la mère de Bonnie
- 2021 : Chantez! 2 : Rosita
- 2022 : Krypto, Super Chien : Lois Lane

### Télévision

#### Téléfilms
- 1996 : Poussière d'étoiles : Hayley Wheaton (Danielle Harris)
- 2011 : L'Insoumise : Amelia (Mena Suvari)
- 2013 : L'Heure du crime : Jordan Price (Kathleen Robertson)
- 2019 : Maison à vendre, cœur à prendre : Jules (Julie Gonzalo)

#### Séries télévisées
- 1998-2000 : Les Aventures de Shirley Holmes : Shirley Holmes (Meredith Henderson)
- 1998-2002 : Les Télétubbies : Laa-Laa
- 1999-2000 : Ally McBeal : Ally McBeal (Calista Flockhart)
- 2001-2005 : Edgemont : Erin Woodbridge (Elana Nep)
- 2003 : Les Chronoreporters : Shakira (Jasmine Richards)
- 2004-2006 : Le Sexe selon Josh : Samantha Trevino (Marie-Josée Colburn)
- 2004-2009 : Les Sœurs McLeod : Jodi Fountain (Rachael Carpani)
- 2005-2006 : Fries with That? : Tess Laverriere (Anne-Marie Baron)
- 2006-2010 : Doctor Who : Donna Noble (Catherine Tate)
- 2007 : Alice contre-attaque : Jacinta Peterson (Greta Larkins)
- 2013-2014 : Arctic Air : Loreen Cassway (Carmen Moore)
- 2013-2014 : Le Château de cartes : Gillian Cole (Sandrine Holt)
- 2013-2014 : L'orange lui va si bien : Maritza Ramos (Diane Guerrero)
- 2015-2017 : Vikings : la princesse Gisla de Francie occidentale (Morgane Polanski)
- 2018 : Les Foster : Jenna Paul (Suzanne Cryer)

#### Courts-métrages d'animation
- 2011 : Vacances hawaïennes : la mère de Bonnie
- 2012 : Mini Buzz : la mère de Bonnie / Caratapoche
- 2012 : Rex, le roi de la fête : la mère de Bonnie
- 2013 : Histoire de jouets : Angoisse au motel : la mère de Bonnie

#### Séries télévisées d'animation
- 1994-1997 : Le Monde irrésistible de Richard Scarry : Groseille
- 1996-2001 : Arthur : Prunelle Deegan
- 1996-2001 : Les Bananes en pyjama : Loulou
- 1997-2000 : Et voici la petite Lulu : Iggie / Gloria
- 1997-2003 : Les Trois Petites Sœurs : Louisa / Teresa
- 1997-2007 : Henri Pis sa Gang : Johanne Painchaud
- 1999-2004 : Benjamin : Éloïse
- 2000-2002 : Pourquoi pas Mimi ? : Mimi Martin
- 2001 : La Clique : Kimmy Burton
- 2001 : Nez de Fer, le chevalier mystère : Capricia
- 2001-2004 : Sourire d'enfer : Maria Wong
- 2004-2005 : Woofy : Rémi
- 2004-2009 : Milo : Thomas / Vincent
- 2004-2010 : 6teen : Katherine Cloutier
- 2005 : Polyvalente Baptiste Huard : Latrina
- 2005 : Boule et Bill : la mère de Boule
- 2005-2011 : Johnny Test : Susan Test
- 2007-2008 : Bakugan Battle Brawlers : Fabia
- 2007-2008 : Wayside : Mauricette
- 2007-2010 : Les Mystères de Richard Scarry : Groseille
- 2008-2009 : Le Monde de Quest : Anna Maht
- 2008-2009 : Edgar & Ellen : Ellen
- 2008-2014 : Star Wars : La Guerre des clones : Padmé Amidala
- 2010-2011 : Les Zybrides : Fuzzy
- 2010-2011 : Petit Lapin Blanc : Mamie / Margot / Lou
- 2010-2016 : Stella et Sacha : Maxime
- depuis 2010 : Family Guy : Loïs, Diane Simmons, Reese Witherspoon
- 2012-2015 : Babar : Les Aventures de Badou : Candy
- 2013 : Les Awesomes : Joyce Mandrake (saison 1 seulement)
- 2014 : Mia : Mia
- 2015 : YaYa et Zouk : Zouk
- depuis 2016 : Beat Bugs : Kumi
- depuis 2019 : Tuca & Bertie : Docteur Sherman